# General Cup International 2009
General Cup International 2009 − nierankingowy turniej snookerowy rozegrany w General Snooker Club w Hongkongu (Chiny) w dniach 13–17 lipca 2009 roku.
W finale rozegranym 17 lipca reprezentant Anglii Ricky Walden pokonał Chińczyka Lianga Wenbo 6–2.

## Nagrody
- Zwycięzca: $20 000
- II miejsce: $10 000
- Półfinał: $7 500
- Miejsca 5–7: $5 000

- Najwyższy break: $5 000
- Break maksymalny: $100 000

## Faza główna turnieju

### Runda pre-eliminacyjna
- Zhang Anda 2–4 Li Yan

### Faza grupowa

#### Grupa 1
| Poz. | Zawodnik     | M | Z | Frejmy wygrane | Frejmy przegrane | Różnica frejmów | Pkt |
| ---- | ------------ | - | - | -------------- | ---------------- | --------------- | --- |
| 1    | Liang Wenbo  | 2 | 2 | 8              | 3                | +5              | 2   |
| 2    | Ricky Walden | 2 | 1 | 5              | 7                | −2              | 1   |
| 3    | Chan Wai Kei | 2 | 0 | 5              | 8                | −3              | 0   |

- Liang Wenbo 4–2 Chan Wai Kei
- Ricky Walden 4–3 Chan Wai Kei
- Ricky Walden 1–4 Liang Wenbo

#### Grupa 2
| Poz. | Zawodnik     | M | Z | Frejmy wygrane | Frejmy przegrane | Różnica frejmów | Pkt |
| ---- | ------------ | - | - | -------------- | ---------------- | --------------- | --- |
| 1    | Tian Pengfei | 2 | 1 | 6              | 5                | +1              | 1   |
| 2    | Li Yan       | 2 | 1 | 6              | 6                | 0               | 1   |
| 3    | Marco Fu     | 2 | 1 | 5              | 6                | −1              | 1   |

- Marco Fu 4–2 Li Yan
- Tian Pengfei 2–4 Li Yan
- Marco Fu 1–4 Tian Pengfei

### Runda finałowa
|  |                               |                               |                               |              |   |                            |                            |                            |
|  | Półfinały Lepszy w 9 frejmach | Półfinały Lepszy w 9 frejmach | Półfinały Lepszy w 9 frejmach |              |   | Finał Lepszy w 11 frejmach | Finał Lepszy w 11 frejmach | Finał Lepszy w 11 frejmach |
|  | Półfinały Lepszy w 9 frejmach | Półfinały Lepszy w 9 frejmach | Półfinały Lepszy w 9 frejmach |              |   | Finał Lepszy w 11 frejmach | Finał Lepszy w 11 frejmach | Finał Lepszy w 11 frejmach |
|  |                               |                               |                               |              |   |                            |                            |                            |
|  |                               |                               |                               |              |   |                            |                            |                            |
|  |                               | Liang Wenbo                   | 5                             |              |   |                            |                            |                            |
|  |                               | Liang Wenbo                   | 5                             |              |   |                            |                            |                            |
|  |                               | Li Yan                        | 2                             |              |   |                            |                            |                            |
|  |                               | Li Yan                        | 2                             |              |   | Liang Wenbo                | 2                          |                            |
|  |                               |                               |                               |              |   | Liang Wenbo                | 2                          |                            |
|  |                               |                               | Anglia                        | Ricky Walden | 6 |                            |                            |                            |
|  |                               | Tian Pengfei                  | Anglia                        | Ricky Walden | 6 | 1                          |                            |                            |
|  |                               | Tian Pengfei                  |                               |              |   |                            |                            |                            |
|  | Anglia                        | Ricky Walden                  | 5                             |              |   |                            |                            |                            |
|  | Anglia                        | Ricky Walden                  | 5                             |              |   |                            |                            |                            |
|  |                               |                               |                               |              |   |                            |                            |                            |

## Finał
| Finał: Lepszy w 11 frejmach. General Cup International, Hongkong, 17 lipca 2009. |                 |              |
| Liang Wenbo                                                                      | 2–6             | Ricky Walden |
| 7–62 (56), 39–56, 70–8, 61–66 (58), 117–1 (116), 6–68, 34–67 (52), 0–68 (62)     |                 |              |
| 62                                                                               | Najwyższy break | 116          |
| 0                                                                                | Breaki 100+     | 1            |
| 4                                                                                | Breaki 50+      | 1            |

## Breaki stupunktowe turnieju
| Zawodnik     | Break    |
| Liang Wenbo  | 116, 104 |
| Ricky Walden | 111, 104 |
| Li Yan       | 105, 100 |